# Giá trị tuyệt đối

Đồ thị hàm số y = x

 Giá trị tuyệt đối (tiếng Anh: Absolute value) - còn thường được gọi là mô-đun (modulus) của một số thực x được viết là |x|, là giá trị của nó nhưng bỏ dấu. Như vậy |x| = -x nếu x là số âm (-x là số dương), và |x| = x nếu x là số dương, và |0| =0. Giá trị tuyệt đối của một số có thể hiểu là khoảng cách của số đó đến số 0.
Trong toán học, việc sử dụng giá trị tuyệt đối có trong hàng loạt hàm toán học, và còn được mở rộng cho các số phức, véctơ, trường,... liên hệ mật thiết với khái niệm giá trị.
Đồ thị của một hàm số có các biến số nằm trong dấu "giá trị tuyệt đối" thì luôn luôn nằm phía trên của trục hoành.

## Số thực
Với mọi số thực {\displaystyle a}, giá trị tuyệt đối của {\displaystyle a} - ký hiệu là {\displaystyle |a|} - được định nghĩa:
{\displaystyle \left|a\right|={\begin{cases}a,&{\mbox{n}}{\acute {\hat {\mbox{e}}}}{\mbox{u}}\ a\geq 0\\-a,&{\mbox{n}}{\acute {\hat {\mbox{e}}}}{\mbox{u}}\ a<0.\end{cases}}}
Định nghĩa trên cho thấy, giá trị tuyệt đối của {\displaystyle a} luôn là một số không âm.

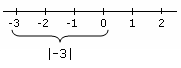
Giá trị tuyệt đối của -3 là khoảng cách từ điểm -3 đến điểm 0 trên đường thẳng thực.

Hiểu theo góc độ hình học, giá trị tuyệt đối của một số thực là khoảng cách từ số đó đến điểm 0 trên đường thẳng thực (real number line, còn gọi là trục số thực). Tổng quát hơn, giá trị tuyệt đối giữa hai số thực khác nhau là khoảng cách giữa chúng trên đường thẳng thực, ví dụ: |5 - 3| = 2 (khoảng cách giữa 5 và 3).
Mệnh đề 1 dưới đây là một đồng nhất thức (identity). Nó tương đương với định nghĩa trên và đôi khi có thể được sử dụng để định nghĩa về giá trị tuyệt đối.
MỆNH ĐỀ 1:
{\displaystyle |a|={\sqrt {a^{2}}}.}
MỆNH ĐỀ 2:
| {\displaystyle \left\|a\right\|\geq 0}                | Tính không âm       |
| {\displaystyle \left\|a\right\|=0\Leftrightarrow a=0} | Xác định tính dương |
| {\displaystyle \|ab\|=\|a\|\|b\|\,}                   | Tính kết hợp        |
| {\displaystyle \|a+b\|\leq \|a\|+\|b\|}               | Subadditivity       |
Chứng minh:
- Nếu {\displaystyle a} hoặc {\displaystyle b} bằng 0, chẳng hạn:

{\displaystyle a=0\iff |a+b|=|0+b|=|0|+|b|=|a|+|b|}
- Nếu {\displaystyle a} và {\displaystyle b} cùng bé hơn 0 hoặc cùng lớn hơn 0 thì ta có:

{\displaystyle |a+b|=|a|+|b|}
- Nếu {\displaystyle a} và {\displaystyle b}, có một số lớn 0, một số bé hơn 0 thì ta có:
  - Với {\displaystyle |a|\geq |b|\iff |a+b|=|a|-|b|}
  - Với {\displaystyle |a|\leq |b|\iff |a+b|=|b|-|a|}

Vì {\displaystyle |a|} và {\displaystyle |b|} đều lớn hơn 0 nên {\displaystyle |a|-|b|} hoặc {\displaystyle |b|-|a|} đều nhỏ hơn tổng {\displaystyle |a|+|b|}.
Vậy ta luôn có: {\displaystyle |a+b|\leq |a|+|b|}.
MỆNH ĐỀ 3:
| {\displaystyle \|-a\|=\|a\|\,}                                                                                         | Tính đối xứng                                                 |
| {\displaystyle \|a-b\|=0\iff a=b}                                                                                      | Đẳng thức indiscernibles (tương đương với xác định dương)     |
| {\displaystyle \|a-b\|\leq \|a-c\|+\|c-b\|}                                                                            | Bất đẳng thức tam giác (tương đương với subadditivity)        |
| {\displaystyle \|{\frac {a}{b}}\|={\frac {\|a\|}{\|b\|}}\ ({\mbox{n}}{\acute {\hat {\mbox{e}}}}{\mbox{u}}\ b\neq 0)\,} | Bảo toàn trong phép chia (tương đương với multiplicativeness) |
| {\displaystyle \|a-b\|\geq \|a\|-\|b\|}                                                                                | Điều phải chứng minh (Articles need to prove)                 |
Ta cũng có hai bất đẳng thức (inequalities) quan trọng:
{\displaystyle |a|\leq b\iff -b\leq a\leq b}
{\displaystyle |a|\geq b\iff a\leq -b\ {\mbox{hoặc}}\ b\leq a}
Hai bất đẳng thức trên thường được sử dụng để giải các bài toán bất đẳng thức khác. Ví dụ:
| {\displaystyle \|x-3\|\leq 9} | {\displaystyle \iff -9\leq x-3\leq 9} |
|                               | {\displaystyle \iff -6\leq x\leq 12}  |

## Số phức
Vì số phức (complex number) không có thứ tự, nên định nghĩa về giá trị tuyệt đối của các số phức không thể được suy ra từ định nghĩa tương ứng của các số thực. Tuy nhiên, từ đồng nhất thức ở mệnh đề 1 (xem phần số thực ở trên), ta có định nghĩa sau:
Với mọi số phức:
{\displaystyle z=x+yi,}

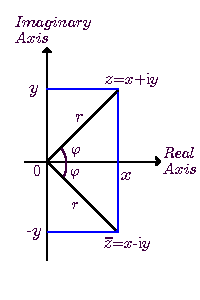
Biểu diễn véc tơ số phức z = x + iy

giá trị tuyệt đối hay mô-đun của z - ký hiệu là |z| - được định nghĩa là:
{\displaystyle |z|={\sqrt {x^{2}+y^{2}}}.}
Về góc độ hình học, ta thấy định nghĩa trên giống như định lý Pitago:{\displaystyle |z|^{2}=x^{2}+y^{2}}